# 386BSD
386BSDとは、4.3BSD Net/2をベースにして、ウィリアム・ジョリッツとリン・ジョリッツ夫妻によって開発された386で動作するUNIXライクなオープンソースのオペレーティングシステムである。
ベースとなった4.3BSD Net/2は、4.3BSD RenoからAT&Tのライセンスが必要な部分を除いて、自由に配付ができるようにしたもので、そのままではオペレーティングシステムとして完全に機能するものではなかった。Jolitz夫妻は4.3BSD Net/2に欠けている機能と386で動作させるのに必要な部分を独自に補い、それを1992年2月に386BSD 0.0としてリリースした。これは、4.3BSD Net/2と同様に、AT&Tのライセンスに縛られる事なく自由に配付できるものであった。1992年7月にはバグを修正した386BSD 0.1がリリースされた。
386BSDは広く利用されたが、386BSD 0.1以降開発が滞った。そのため、ユーザらによって作成されたバグを修正するパッチは膨大な量となり、ユーザらは独自に「Unofficial 386BSD Patchkit」を製作するようになった。しかし、その後もバグの修正や新たな開発は行われなかったため、ユーザらは386BSDをベースとした新しいオペレーティングシステムの開発を始めた。この時できたのが、FreeBSDとNetBSDである。
1993年にUNIX Systems Laboratoriesがカリフォルニア大学バークレー校に対し起こした訴訟で、4.3BSD Net/2にライセンスが必要な部分が含まれているということが認められたため、4.3BSD Net/2は公開禁止となり、それをベースとした386BSDも同時に公開する事ができなくなった。
2016年、22年ぶりに386BSDは公開された。 公開されたバージョンは1.0および2.0。（以前公開されていたバージョン 0.1ではない）創始者が運営するサイト「386BSD.org」でもGitHubのアドレスが公開されている。